# 小池兼司
小池 兼司（こいけ けんじ、1939年2月5日 - ）は、静岡県浜松市出身の元プロ野球選手（内野手）・コーチ・監督。

## 経歴

### プロ入りまで
浜松商では3年次の1956年、春の甲子園に遊撃手として出場したが、2回戦で県立尼崎高のエース今津光男に抑えられ敗退。
高校卒業後は1957年に専修大学へ進学、東都大学野球リーグでは在学中に4度の優勝を飾る。3年次の1959年の大学日本選手権では準決勝に進出するが、金沢宏と安藤元博の投手陣、木次文夫、近藤昭仁、徳武定之を打の主軸とする早大に惜敗。リーグ通算85試合出場、272打数69安打、打率.254、2本塁打、28打点、ベストナイン（遊撃手）3度受賞。大学同期にエース坂井勝二（3年生で中退）・山本兵吾（坂井中退後の主戦投手）、1年下に堀込基明がいる。

### 現役時代
大学卒業後の1961年に南海ホークスへ入団し、5月13日の大毎戦（後楽園）で9回裏に三塁手で初出場。翌14日では8番打者・三塁手として初先発出場を果たし、2回裏に金山勝巳から初安打を記録した。同21日の近鉄戦（大阪）で4回裏にグレン・ミケンズから初打点、7月6日の大毎戦（大阪）では9回裏に穴吹義雄の代打でディック・ディサから2点本塁打を放ち、初本塁打を記録。8月には広瀬叔功が中堅手に回り、その後継として遊撃手の定位置を獲得する。最終的に、当時の南海監督鶴岡一人が戦前の1リーグ時代の1939年に記録した10本塁打に次ぎ、1950年の蔭山和夫の記録と並ぶ9本塁打を記録。これは2022年に野村勇により更新されるまで、2リーグ制以降の球団新人最多本塁打記録タイであった。
2年目の1962年に初めて規定打席（30位、打率.230）に到達すると、堅実な守備と左に引っ張る打撃で名遊撃手として活躍し、1960年代の3連覇を含む4度のリーグ優勝に貢献。
3年目の1963年には113併殺で山田潔の持つパ・リーグの遊撃手併殺記録を破った。小柄ながら長打力もあり、同年は22本塁打を放ち、南海400フィート打線の一翼を担っていく。1963年から1966年まで4年連続でベストナインに選出され、1964年から1968年まで5年連続でオールスターゲームに出場。1964年の阪神との日本シリーズでは全7戦に遊撃手として先発出場し、23打数8安打を記録して6年ぶりの日本一に貢献すると、シリーズの技能賞を獲得。
1968年には7月18日の阪急戦（大阪）に「7番・遊撃手」で先発し、史上134人目の通算1000試合出場を達成。遊撃手連続守備機会無失策218回という当時の日本記録を樹立した。オールスターでは7月25日の第3戦（西宮）では途中出場ながら3安打、江夏豊から3点本塁打と島田源太郎からサヨナラ三塁強襲安打を放ってMVPを獲得。小池は延長11回裏の一死二塁で打順が回ってきたが、相手はオープン戦で対戦したことがある程度の島田で、何も考えずストレートを強く振ることしか、小池の頭にはなかった。長嶋茂雄が、三遊間の当たりに横っ飛びでグラブを出した。グラブの網に入るか、入らないかで、長嶋のグラブの先端に当たった打球は、方向を変えて中堅の方へ大きく進路を変えた。二塁走者であった代走の池永正明が手を叩きながら生還し、西宮での第3戦で全パは3連敗を逃れ「実力のパ」の面目を保った。殊勲の強襲安打を放った小池は5度目の出場で、初のMVP選出となった。サヨナラ打の小池は7回に第3戦最初の打席で江夏から一度は逆転となる3点本塁打を左翼へ放っていたため、「正直、ホームランの方が嬉しかったかな」と、殊勲の一打にはあまり関心を示さなかった。内心はすっかりその気になっていたが、9回に全セは二死一塁から2本の安打と全パの守備の乱れで同点にした際、遊撃のポジションから小池は試合中ながら「俺がこんな大舞台でヒーローになれるわけがないんだ」と考えていた。1964年から5年連続出場でこのサヨナラ打が最後の安打となったが、オールスターでは通算4安打でこの西宮の試合で3安打であった。
1971年7月15日の西鉄戦（平和台）では9回表に後藤清から左越ソロ本塁打を放ち、史上64人目の通算100本塁打を記録。
1972年には移籍入団の佐野嘉幸にレギュラーを譲り、1974年4月17日の太平洋戦（平和台）に「7番・遊撃手」で先発し、史上46人目の1500試合出場を達成。5月5日のロッテ戦（大阪）では7回裏に池田重喜から中前安打を放ち、史上86人目の1000安打を達成。プロでは1年目に三塁手、二塁手としても起用され、晩年にも二塁手として2試合に出場したが、それ以外は遊撃手一筋であった。同年引退。

### 指導者として
引退後は南海→ダイエーで二軍助監督（1975年）→二軍コーチ（1976年 - 1977年）→一軍コーチ（1978年 - 1979年）→一軍守備・走塁コーチ（1980年）→二軍守備コーチ（1981年）→二軍ヘッド兼内野守備コーチ（1982年）→二軍監督（1983年 - 1985年）、編成部長、スカウトを歴任し、1992年退団。その後は大阪府八尾市の少年野球チームで指導していたが、台湾CPBLの三商タイガース打撃コーチ（1994年, 1998年）・和信ホエールズ打撃コーチ（1997年）を歴任。2012年からは大阪ホークスドリームのシニアアドバイザーに就任し、2014年4月より大阪ホークスドリーム女子硬式野球部総監督、2020年2月より大阪ホークスドリーム終身名誉監督に就任。

## 詳細情報

### 年度別打撃成績
| 年 度      | 球 団      | 試 合 | 打 席 | 打 数 | 得 点 | 安 打 | 二 塁 打 | 三 塁 打 | 本 塁 打 | 塁 打 | 打 点 | 盗 塁 | 盗 塁 死 | 犠 打 | 犠 飛 | 四 球 | 敬 遠 | 死 球 | 三 振 | 併 殺 打 | 打 率 | 出 塁 率 | 長 打 率 | O P S |
| ---------- | ---------- | ----- | ----- | ----- | ----- | ----- | -------- | -------- | -------- | ----- | ----- | ----- | -------- | ----- | ----- | ----- | ----- | ----- | ----- | -------- | ----- | -------- | -------- | ----- |
| 1961       | 南海       | 98    | 238   | 220   | 29    | 46    | 8        | 0        | 9        | 81    | 25    | 7     | 3        | 4     | 1     | 12    | 1     | 1     | 49    | 2        | .209  | .253     | .368     | .621  |
| 1962       | 南海       | 133   | 496   | 444   | 56    | 102   | 26       | 0        | 8        | 152   | 43    | 24    | 7        | 11    | 1     | 39    | 1     | 1     | 81    | 8        | .230  | .293     | .342     | .636  |
| 1963       | 南海       | 149   | 603   | 534   | 70    | 127   | 19       | 3        | 22       | 218   | 65    | 20    | 14       | 14    | 4     | 47    | 0     | 4     | 82    | 8        | .238  | .304     | .408     | .713  |
| 1964       | 南海       | 149   | 616   | 553   | 66    | 144   | 33       | 2        | 10       | 211   | 57    | 30    | 14       | 4     | 3     | 51    | 1     | 5     | 48    | 7        | .260  | .328     | .382     | .710  |
| 1965       | 南海       | 137   | 562   | 493   | 64    | 132   | 13       | 2        | 17       | 200   | 63    | 12    | 14       | 3     | 3     | 61    | 2     | 2     | 56    | 8        | .268  | .351     | .406     | .756  |
| 1966       | 南海       | 132   | 504   | 436   | 43    | 94    | 13       | 2        | 7        | 132   | 48    | 6     | 8        | 4     | 2     | 59    | 3     | 3     | 70    | 11       | .216  | .313     | .303     | .616  |
| 1967       | 南海       | 126   | 412   | 371   | 36    | 72    | 10       | 0        | 7        | 103   | 31    | 5     | 2        | 6     | 1     | 33    | 3     | 1     | 60    | 6        | .194  | .262     | .278     | .539  |
| 1968       | 南海       | 136   | 488   | 399   | 45    | 77    | 15       | 1        | 13       | 133   | 44    | 3     | 0        | 10    | 7     | 70    | 7     | 2     | 80    | 5        | .193  | .316     | .333     | .650  |
| 1969       | 南海       | 98    | 327   | 286   | 19    | 58    | 8        | 2        | 2        | 76    | 25    | 2     | 2        | 1     | 2     | 36    | 2     | 2     | 53    | 3        | .203  | .296     | .266     | .562  |
| 1970       | 南海       | 94    | 230   | 206   | 18    | 40    | 6        | 0        | 4        | 58    | 26    | 1     | 0        | 2     | 1     | 21    | 3     | 0     | 24    | 6        | .194  | .269     | .282     | .550  |
| 1971       | 南海       | 88    | 219   | 201   | 19    | 54    | 3        | 0        | 2        | 63    | 24    | 1     | 3        | 0     | 2     | 16    | 0     | 0     | 18    | 5        | .269  | .323     | .313     | .636  |
| 1972       | 南海       | 77    | 133   | 115   | 9     | 22    | 2        | 0        | 1        | 27    | 8     | 2     | 0        | 3     | 0     | 15    | 1     | 0     | 20    | 1        | .191  | .285     | .235     | .519  |
| 1973       | 南海       | 79    | 145   | 125   | 10    | 26    | 1        | 0        | 2        | 33    | 14    | 0     | 1        | 2     | 1     | 16    | 0     | 1     | 17    | 3        | .208  | .303     | .264     | .567  |
| 1974       | 南海       | 40    | 52    | 48    | 3     | 9     | 2        | 0        | 0        | 11    | 0     | 0     | 0        | 1     | 0     | 3     | 0     | 0     | 7     | 0        | .188  | .235     | .229     | .464  |
| 通算：14年 | 通算：14年 | 1536  | 5025  | 4431  | 487   | 1003  | 159      | 12       | 104      | 1498  | 473   | 113   | 68       | 65    | 28    | 479   | 24    | 22    | 665   | 73       | .226  | .305     | .338     | .643  |

- 各年度の太字はリーグ最高

### 表彰
- ベストナイン：4回（1963年 - 1966年）
- 日本シリーズ技能賞：1回（1964年）
- オールスターゲームMVP：1回（1968年 第3戦）

### 記録
初記録
- 初出場：1961年5月13日、対毎日大映オリオンズ7回戦（後楽園球場）、9回裏に三塁手で出場
- 初先発出場：1961年5月14日、対毎日大映オリオンズ9回戦（後楽園球場）、「8番・三塁手」で先発出場
- 初安打：同上、2回裏に金山勝巳から
- 初打点：1961年5月21日、対近鉄バファロー6回戦（大阪スタヂアム）、4回裏にグレン・ミケンズから
- 初本塁打：1961年7月6日、対毎日大映オリオンズ14回戦（大阪スタヂアム）、9回裏に穴吹義雄の代打で出場、ディック・ディサから2ラン

節目の記録
- 1000試合出場：1968年7月18日、対阪急ブレーブス15回戦（大阪スタヂアム）、「7番・遊撃手」で先発出場 ※史上134人目
- 100本塁打：1971年7月15日、対西鉄ライオンズ16回戦（平和台球場）、9回表に後藤清から左越ソロ ※史上64人目
- 1500試合出場：1974年4月17日、対太平洋クラブライオンズ前期3回戦（平和台球場）、「7番・遊撃手」で先発出場 ※史上46人目
- 1000安打：1974年5月5日、対ロッテオリオンズ前期5回戦（大阪スタヂアム）、7回裏に池田重喜から中前安打 ※史上86人目

その他の記録
- オールスターゲーム出場：5回（1964年、1965年、1966年、1967年、1968年）

### 背番号
- 2（1961年 - 1975年）
- 63（1976年 - 1978年）
- 73（1979年 - 1980年）
- 81（1981年 - 1982年）
- 70（1983年 - 1985年、1997年）
- 87（1998年）